# John Corigliano
John Paul Corigliano (ur. 16 lutego 1938 w Nowym Jorku) – amerykański kompozytor i pedagog włoskiego pochodzenia; wyróżniony wieloma nagrodami.

## Życiorys
Corigliano urodził się w rodzinie muzyków. Jego ojciec, John Corigliano Starszy, był koncertmistrzem w Filharmonii Nowojorskiej przez 23 lata, a matka była pianistką. Był uczniem Otto Lueninga, Vittorio Gianniniego i Paula Crestona. Corigliano studiował kompozycję na Columbia University i w Manhattan School of Music. Nim stał się uznanym kompozytorem, pracował jako asystent Leonarda Bernsteina przy organizacji koncertów młodych talentów i jako organizator sesji dla artystów takich jak np. André Watts.
Corigliano skomponował większość swych prac dla orkiestr symfonicznych. Wykorzystuje różnorodne – czasem nawet w obrębie tego samego utworu – style muzyczne. Pisze symfonie, jak również drobniejsze utwory dla kwartetów smyczkowych i orkiestr dętych. Ponadto komponuje utwory na klarnet, flet, skrzypce, obój i fortepian; muzykę do filmów; napisał także operę The Ghosts of Versailles.
Wyróżnił się po raz pierwszy w roku 1964, gdy jego sonata na skrzypce i fortepian (1963) zwyciężyła w konkursie utworów kameralnych na Festiwalu Dwóch Światów w Spoleto we Włoszech. W roku 1999 skomponował dla Filharmonii Nowojorskiej Wokalizę, w 1977 – koncert na klarnet i orkiestrę oraz Fantasia on an Ostinato (1986); dla Towarzystwa Muzyki Kameralnej Lincoln Center napisał Poem in October (1970); dla New York State Council on the Arts skomponował Koncert obojowy (1975); dla flecisty Jamesa Galwaya napisał Promenade Overture (1981), jak również Symfonię nr 2 (2001); Narodowa Orkiestra Symfoniczna zamówiła u niego Dylan Thomas Trilogy (1999).
W roku 1991 otrzymał nagrodę Grawemeyera za Symfonię nr 1, dla której inspiracją była epidemia AIDS. W roku 2001 za Symfonię nr 2 odebrał Nagrodę Pulitzera. Corigliano skomponował muzykę do filmów Odmienne stany świadomości (1980), Revolution (1985) i François Girarda Purpurowe skrzypce (1998), za co otrzymał Oscara. Fragmenty tej ostatniej kompozycji zostały również wykorzystane w jego Koncercie skrzypcowym (2003).
Uczniami Corigliano byli David S. Sampson, Eric Whitacre, Elliot Goldenthal, Nico Muhly, John Mackey, Avner Dorman, Mason Bates, Jefferson Friedman i David Ludwig. W roku 1996 powstał Corigliano Quartet.

## Nagrody
- BAFTA

1986 film Revolution
- Nagroda Grawemeyera

1991 Symfonia Nr. 1
- Oscar za muzykę

1999 Purpurowe skrzypce
- Nagroda Pulitzera

2001 Symfonia Nr. 2